# Quebrada Santa Cruz
Die Quebrada Santa Cruz ist ein 34,5 km langer rechter Nebenfluss des Río Santa in West-Peru in der Provinz Huaylas der Region Ancash. Sie durchquert den Norden der Cordillera Blanca in westlicher Richtung. In der Quechua-Sprache heißt der Fluss Yuraqmayu oder Yuracma (zu Deutsch: „weißes Wasser“).

## Flusslauf
Die Quebrada Santa Cruz hat ihren Ursprung am östlichen oberen Talende unterhalb des Cerro Alto Santa Cruz auf einer Höhe von etwa 4550 m. Sie fließt anfangs knapp 3 Kilometer nach Norden und wendet sich anschließend nach Westen. Unterhalb des Aussichtspunkts Punta Union trifft der Abfluss des Taullicocha von rechts auf die Quebrada Santa Cruz. Bis Flusskilometer 14 durchfließt die Quebrada Santa Cruz in westsüdwestlicher Richtung ein gletschergeformtes Tal, das auf beiden Seiten von mehreren Sechstausendern flankiert wird. Bei Flusskilometer 25 liegt am Flusslauf der Jatuncocha. Bei Flusskilometer 22 befindet sich der weitgehend ausgetrocknete See Ichiccocha. Zwischen Flusskilometer 14 und 11 verläuft der Fluss in einer schmalen Schlucht nach Westen. Anschließend durchquert er das flache Flusstal des oberen Río Santa, auch bekannt als Callejón de Huaylas, in westnordwestlicher Richtung und mündet bei der Ortschaft Colcas auf einer Höhe von etwa 1970 m in den Río Santa. 

## Einzugsgebiet
Die Quebrada Santa Cruz entwässert ein Areal von 237 km². Das Gebiet liegt im Distrikt Santa Cruz. Es wird im Norden von einem Bergkamm flankiert mit folgenden Bergen und Gipfeln: Nevado Santa Cruz Chico, Nevado Santa Cruz, Nevado Pumapampa, Quitaraju, Alpamayo, Pucajirca Oueste, Rinrijirca und Taulliraju. Im Süden wird das Flusstal flankiert von folgenden Bergen und Gipfeln:  Nevado Parón Grande, Artesonraju, Nevados de Caraz und Nevado Aguja.

## Sonstiges
Das Gebiet ist von touristischem Interesse. Ein Trekkingpfad führt durch das Flusstal zum Aussichtspunkt Punta Union.